# Kenneth Cheruiyot
Kenneth Cheruiyot (2 augustus 1974) is een Keniaanse langeafstandsloper, die diverse marathons op zijn naam schreef.

## Biografie

### Atletieksuccessen
Op 15 oktober 1995 won Cheruiyot de 20 km van Parijs in 58.45. In 1997 liep hij op de 25 km van Berlijn met 1:13.58 een wereldrecord. In datzelfde jaar won hij ook een bronzen medaille op het wereldkampioenschap halve marathon achter zijn landgenoten Shem Kororia en Moses Tanui.
In 1999 won Cheruiyot de marathon van Monaco in een parcoursrecord van 2:11.26, dat nog altijd staat. Het is met name bekend om zijn overwinning op de Marathon van Rotterdam in 2000. Deze wedstrijd schreef hij op zijn naam in 2:08.22. In datzelfde jaar mee hij ook deel aan de Olympische Spelen van Sydney, maar haalde de finish niet.
In 2001 werd Kenneth Cheruiyot in Rotterdam met een persoonlijk record van 2:07.18 tweede en in 2002 wederom tweede, hoewel hij op het 10 km punt ten val kwam en een arm brak!

### Beschuldigd van moord
Op 17 februari 2003 schoot Kenneth Cheruiyot de chief van een dorp in West-Kenia door het hoofd, nadat deze zich in een dronken bui aan de vrouw van een van zijn vrienden had vergrepen. Kort daarna werd hij, beschuldigd van moord, gevangengenomen en opgesloten in de gevangenis van Nakuru. Pas twee jaar later, in maart 2005, oordeelde de rechter dat de dood van de chief een ongeluk was en werd Kenneth Cheruiyot vrijgelaten. Zijn oude niveau haalde hij echter nooit meer.

### Privé
Cheruiyot is getrouwd met Nancy Langat, winnares van het goud op de 1500 m op de Olympische Spelen in 2008.

## Persoonlijke records
| Onderdeel      | Prestatie | Datum          | Plaats       |
| -------------- | --------- | -------------- | ------------ |
| 8 km           | 22.50     | 3 juli 1999    | Cedar Rapits |
| 15 km          | 42.37     | 3 mei 1998     | La Courneuve |
| halve marathon | 1:00.00   | 4 oktober 1997 | Košice       |
| 30 km          | 1:30.44   | 21 april 2002  | Rotterdam    |
| marathon       | 2:07.18   | 22 april 2001  | Rotterdam    |

## Palmares

### 10 km
- 2000: 6e Peachtree Road Race - 28.39

### 15 km
- 1996: 4e La Courneuve - 43.58
- 1998:  La Courneuve - 42.37
- 1998:  Zevenheuvelenloop - 42.46

### 10 Eng. mijl
- 1998:  Grand Prix von Bern - 47.26,0
- 2001:  Grand Prix von Bern - 48.25,9

### 20 km
- 1995:  20 km van Parijs - 58.45
- 1996:  20 km van Parijs - 58.31
- 1998: 8e 20 km van Parijs - 58.20

### halve marathon
- 1996:  halve marathon van Yerres - 1:01.32
- 1996: 5e halve marathon van Vitry-sur-Seine - 1:01.37
- 1996:  halve marathon van St Denis - 1:01.44
- 1997: 8e halve marathon van Nairobi - 1:05.13
- 1997:  halve marathon van Milaan - 1:00.45
- 1997:  WK in Košice - 1:00.00
- 1999: 4e halve marathon van Coamo - 1:04.52
- 1999: 8e halve marathon van Leon - 1:05.54
- 2000:  halve marathon van Coamo - 1:05.55

### 25 km
- 1997:  25 km van Berlijn - 1:13.58 (WR)

### marathon
- 1999:  marathon van Monaco - 2:11.26
- 2000:  marathon van Rotterdam - 2:08.22
- 2000: DNF OS
- 2001:  marathon van Rotterdam - 2:07.18
- 2001: 17e New York City Marathon - 2:18.20
- 2002:  marathon van Rotterdam - 2:09.43